# І (cirillico)
La I, minuscolo і, chiamata i ucraina, è una lettera dell'alfabeto cirillico. Viene usata in ucraino e in bielorusso. Rappresenta la vocale non iotizzata IPA /i/, ed è l'equivalente della И russa. Appare esattamente come la I dell'alfabeto latino ed è derivata dalla lettera greca Iota (Ι, ι), pronunciata /i/.
Nell'alfabeto cirillico arcaico esisteva una piccola distinzione tra la lettera и (iže) ed і (i), evolutesi dalle lettere greche η (eta) e ι (iota). Rimasero quindi nel repertorio alfabetico poiché rappresentavano due differenti numeri nel sistema numerale cirillico, 8 e 10, e venivano spesso chiamate i ottale e i decimale.
La I veniva usata anche nella variante russa dell'alfabeto cirillico fino al 1918 quando una significativa riforma dell'ortografia russa la eliminò dall'elenco alfabetico.